# Сферический нейтральный детектор

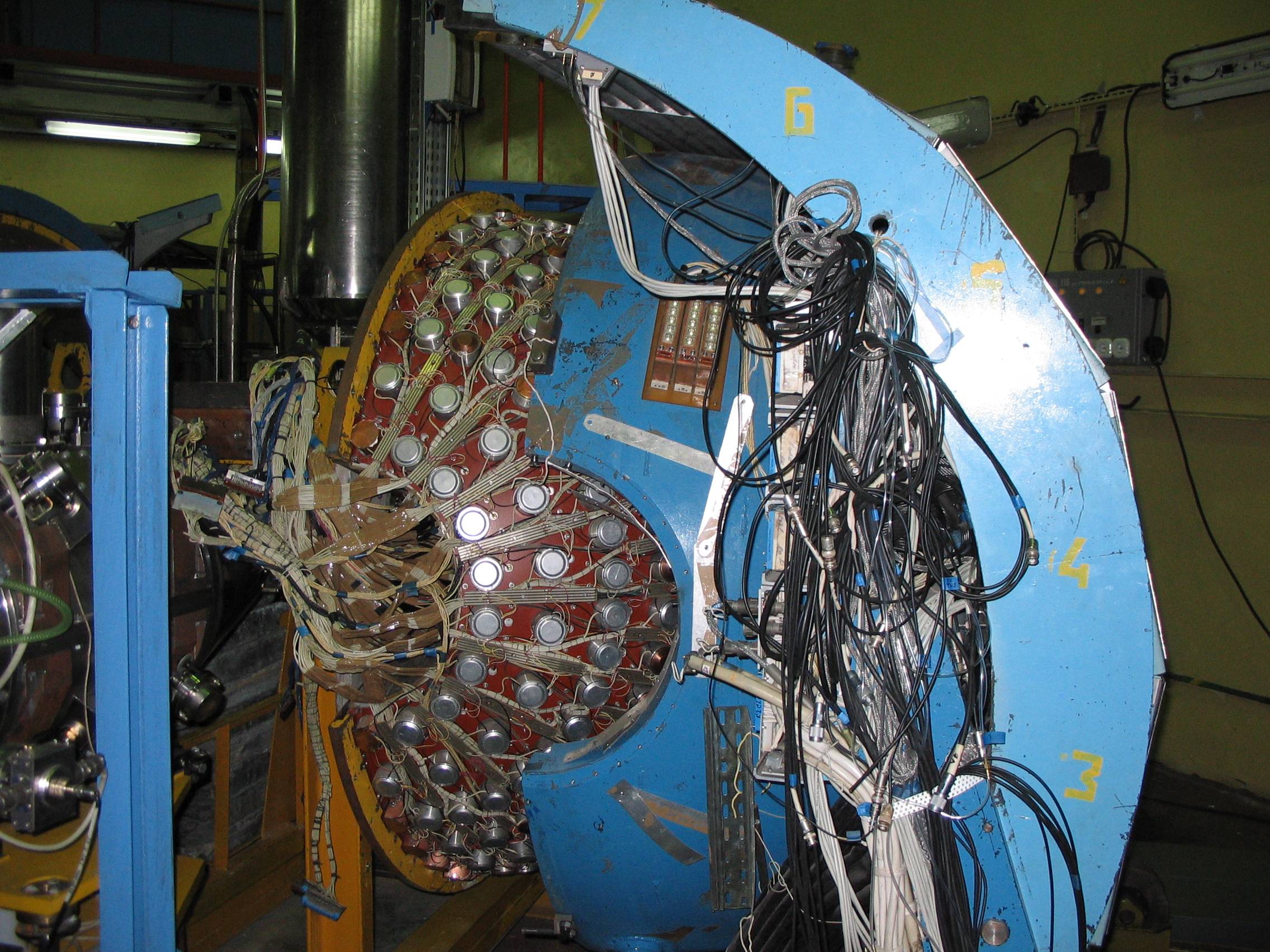
Сферический нейтральный детектор в ИЯФ СО РАН в частично разобранном состоянии (2008)

Сферический Нейтральный Детектор (сокращённо СНД) — детектор элементарных частиц. Работал на электрон-позитронном коллайдере ВЭПП-2М в ИЯФ им. Г. И. Будкера в Новосибирске. После модернизации детектор работает на новом коллайдере ВЭПП-2000.

## История детектора
- 1987 — Утверждён проект создания детектора.
- 1994—2000 — Работал на ускорителе ВЭПП-2М.
- 2001—2008 — Модернизация детектора и ускорителя (новое название ускорительного комплекса ВЭПП-2000).
- 2009 (март-июнь) — Тестовые наборы данных на космических частицах и модернизированном ускорителе.
- С начала марта по июнь 2010 г. набор событий на пучках ускорителя ВЭПП-2000. Набрано ≈ 5 пб−1 в области энергии 2E = 1—2 ГэВ;
- В 2011 г. набрано ≈ 25 пб−1 в области энергии 2E = 1.05—2.00 ГэВ;
- С февраля по июнь 2012 г. набрано ≈ 17 пб−1 в области энергии 2E = 1.28—2.00 ГэВ;
- 2012—2013 — Набор событий на энергиях ниже 1000 МэВ (сканирование ρ и ω-мезонов), набрано ≈ 22 пб−1.
- 2013—2016 — Модернизация ВЭПП-2000 для работы от инжекционного комплекса ВЭПП-5 (ожидается увеличение светимости примерно на порядок), модернизация электроники СНД для работы с увеличенным потоком данных.
- С января по июнь и в декабре 2016 г. — тестовые наборы данных на космических частицах.
- С января по июль 2017 г. — набор данных на модернизированном ВЭПП-2000 на энергиях до 2 ГэВ.
- С декабря 2017 г. и в 2018 г. — набор на энергиях ниже 1200 МэВ.
- В 2019 г. — два сканирования на энергиях выше и ниже φ-мезона.
- В 2020 г. — сканирование на энергиях выше 1870 МэВ.

### Руководители эксперимента
- 1987—2014 — С. И. Середняков.
- 2014—2022 — В. П. Дружинин.
- 2022—н.в. — М. Н. Ачасов.

## Описание детектора
Детектор СНД состоит из следующих систем:
- Трековая система
- Аэрогелевые черенковские счётчики
- Калориметр
- Мюонная система

### Описание подсистем детектора

#### Трековая система
Трековая система детектора состоит из дрейфовой и пропорциональной камер, расположенных в едином газовом объёме. В трековой системе используется газовая смесь, состоящая из 90% аргонa и 10% углекислого газа при атмосферном давлении. В пропорциональной камере также снимается сигнал с катодных полосок.

#### Калориметр
Электромагнитный калориметр является основной частью детектора и состоит из трёх слоёв счётчиков на основе кристаллов NaI(Tl). Полное число счётчиков составляет 1632. Полная толщина калориметра составляет 13.4 радиационных длин. 

#### Мюонная система
Мюонная система предназначена для регистрации частиц, вылетающих за пределы детектора и космических частиц, пролетающих детектор насквозь (чаще всего это мюоны). Важнейшим её назначением является отделение событий, вызванных космическими частицами от событий, вызванных столкновениями пучков в ускорителе — если сработали калориметр и мюонная система, но не сработала трековая система, то такое событие считается космическим и отбрасывается первичным триггером.
Мюонная система СНД после модернизации 2001—2009 гг. состоит из пропорциональных трубок и сцинтилляционных счётчиков. В трубках используется газовая смесь, состоящая из 95,5 % аргонa и 4,5 % углекислого газа при атмосферном давлении. Сцинтилляционные счётчики расположены снаружи детектора, трубки — под ними. Между счётчиками и трубками находятся листы железа толщиной 1 см.